# Сив жерав
Сивият жерав (Grus grus) е едра прелетна птица от семейство Жеравови, която гнезди в Европа и Северна Азия. Зимува на големи ята в Северна Африка, Близкия изток, Индия и Китай.

## Общи сведения
Когато е в покой, сивият жерав наподобява щъркел, но голямата опашка на жерава е с по-гъста перушина, а освен това тялото му е сиво. По черната му глава и шия преминава бяла ивица. Когато лети, шията е изпъната напред (за разлика от чаплата), а с щъркела се различава по клюмналите пера на опашката и сивата перушина. Когато летят на големи групи, те образуват V-образно ято и крякат подобно на гъските. За разлика от тях обаче, сивият жерав има дълги и силни крака. Човката е къса и силна. В горната част на главата си има червено петно. Дължината на тялото е 110 – 140 cm. Тежи 5 – 6 кг. Размахът на крилете е 240 cm. Младите птици имат кафява перушина. Не се наблюдава полов диморфизъм при възрастните птици.

## Разпространение
Гнезди в Северна Европа – предимно на територията на Швеция, Финландия и Полша. В края на лятото тези птици мигрират на юг в Испания, Северна Африка и Близкия изток. По време на дългия преход се събират на огромни групи на места като Хортобади в Унгария (до 50 000 индивида през октомври/ноември) и Лак дю Шантекок във Франция (до 40 000 индивида през ноември).
Презимуващите ята в Естремадура в Испания изглеждат най-внушителни, когато се наблюдават близо до Кастуера. Там стотици или дори хиляди сиви жерави прелитат всяка сутрин и вечер. През пролетта най-големите струпвания на сиви жерави са в Галоканта в Испания (до 50 000 през февруари) и край езерото Хорнборгасьон в Швеция (10 000 индивида през април).

### Численост
В Западна и Североизточна Европа и Скандинавия гнездят около 23 – 28 000 двойки. По-малко се срещат в Турция и Гърция. В България сив жерав е наблюдаван в Шабленското езеро през 2007 г. По-късно през 2013 г. ято сиви жерави са наблюдавани при Шабленското езеро и Дуранкулашкото езеро, а през октомври 2017 г. 5 сиви жерава са наблюдавани от еколози в северната част на Атанасовското езеро в Бургас. През 2023 г. екип на Сдружение за дива природа БАЛКАНИ и WWF извършват серия от наблюдения в района на Драгоманското блато, с които доказват, че сивият жерав отново гнезди у нас – след 66-годишно отсъствие. Общият брой сиви жерави в света е около 270 000 индивида.

## Начин на живот и хранене
Храни се с растителна храна – листа и семена; с безгръбначни (напр. червеи); с малки гръбначни (напр. гущери, змии и дори някои мишевидни гризачи).